# 1382 w polityce
Wydarzenia polityczne w 1382 roku.

## Zmarli
- Zawisza z Kurozwęk, biskup krakowski[1].